# Kyle MacLachlan

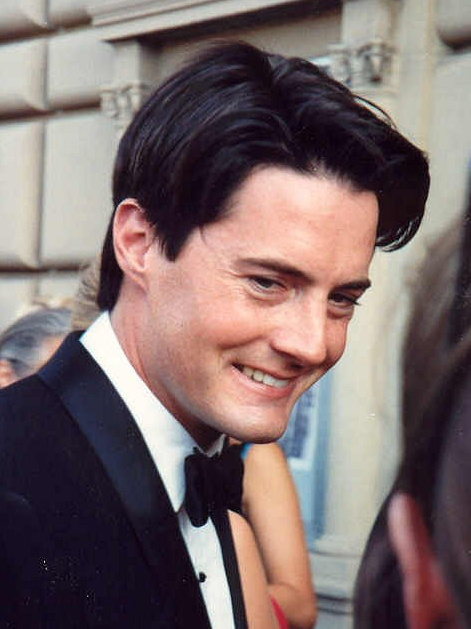
Kyle MacLachlan (1991)

Kyle Merritt MacLachlan (ur. 22 lutego 1959 w Yakimie) – amerykański aktor telewizyjny, teatralny i filmowy, znany ze współpracy z reżyserem Davidem Lynchem. Laureat Złotego Globu dla najlepszego aktora w serialu dramatycznym.

## Życiorys

### Wczesne lata
Urodził się w Yakimie w stanie Waszyngton jako jeden z trzech synów Catherine Louise (z domu Stone) i Kenta Alana MacLachlana. Jego rodzina była pochodzenia szkockiego, angielskiego, kornwalijskiego i niemieckiego. Dorastał wraz z braćmi – bliźniakiem Kentem Juniorem i młodszym Craigiem. Uczęszczał też do Davis High School. W 1977 ukończył Eisenhower High School w Yakimie.

### Kariera
Występował na licealnej scenie w przedstawieniach: Opowieść wigilijna (A Christmas Carol, 1974), Oklahoma! (1976), Czarna komedia (Black Comedy, 1976) i My Fair Lady (1977). W latach 1977–1982 studiował na wydziale aktorskim na University of Washington, kontynuując jednocześnie swoją karierę sceniczną w Flat Rock Playhouse (1978), teatrze PATP jako szekspirowski Makbet (MacBeth, 1980), Millbrook Playhouse (1980), Oregon Shakespeare (1982) w przedstawieniach: Juliusz Cezar w roli Oktawiusza i Romeo i Julia jako Romeo podczas Oregon Shakespeare Festival w Ashland, The Empty Space Theatre (1984), Tacoma Actors' Guild (1984) oraz Minetta Lane Theater (1988).
Dla kina odkrył go David Lynch angażując do roli Paula Atrydy, syna księcia Leto (Jürgen Prochnow) w adaptacji powieści Franka Herberta sci-fi Diuna (Dune, 1984). Pierwotnie został odrzucony, ponieważ producentowi wykonawczemu Dino De Laurentiisowi nie spodobała się jego fryzura. Niedługo potem zagrał postać studenta prowadzącego prywatne śledztwo po znalezieniu na trawniku ludzkiego ucha, który odkrywa mroczną prawdę o seksualnych perwersjach i poznaje kulisy władzy w thrillerze Lyncha Blue Velvet (1986). Był brany pod uwagę do roli szeregowego Chrisa Taylora w sensacyjnym dramacie wojennym Olivera Stone’a Pluton (Platoon, 1986), lecz ostatecznie rolę przyjął Charlie Sheen. W 1988 debiutował na scenie off-Broadwayu w sztuce Pałac Amatorów (The Palace of Amateurs) z Laurą Dern w nowojorskim Minetta Lane Theater.
Po udziale w sensacyjnym horrorze sci-fi Ukryty (The Hidden, 1987) z Michaelem Nouri, komedii romantycznej Nie mówcie jej kim jestem (Don't Tell Her It's Me, 1990) z Shelley Long, zdobył uznanie krytyków i widzów oraz dwukrotnie, został uhonorowany nagrodą Złotego Globu oraz był nominowany do nagrody Emmy jako agent specjalny FBI Dale Bartholomew „Coop” Cooper w serialu Davida Lyncha ABC Miasteczko Twin Peaks (Twin Peaks, 1990–91) i filmie kinowym Twin Peaks: Ogniu krocz ze mną (Twin Peaks: Fire Walk with Me, 1992). Wcielił się w autentyczną postać muzyka i klawiszowca zespołu The Doors – Raya Manzarka w dramacie biograficznym Olivera Stone The Doors (1991). W dramacie Dokąd zawiedzie cię dzień (Where the Day Takes You, 1992) pojawił się jako diler narkotykowy. Zagrał rolę Józefa K., bohatera ekranizacji powieści Franza Kafki Proces (The Trial, 1993). Pojawił się jako prehistoryczny yuppie Cliff Vandercave w familijnej komedii fantasy Flintstonowie (The Flintstones, 1994) u boku Halle Berry, Rosie O’Donnell i Elizabeth Taylor.
Rola Zacka Careya, ambitnego dyrektora artystycznego klubu Stardust w dramacie erotycznym Paula Verhoevena Showgirls (1995) przyniosła mu nominację do Złotej Maliny dla najgorszego aktora. W serialu HBO Seks w wielkim mieście (Sex and the City, 2000–2002) wystąpił jako Trey MacDougal. Na deskach londyńskiego Comedy Theatre (West End) zagrał w przedstawieniu On An Average Day (2002) z Woody Harrelsonem. W 2003 powrócił na Broadway w spektaklu Harolda Pintera Dozorca (The Caretaker) u boku Patricka Stewarta i Aidana Gillena. Za kreację złego ex-bibliotekarza Edwarda Wilde’a w telewizyjnym filmie fantasy TNT Bibliotekarz: Tajemnica włóczni (The Librarian: Quest for the Spear, 2004) otrzymał nominację do nagrody Saturna. W serialu ABC Gotowe na wszystko (2006-2012) zagrał postać tajemniczego, dziwnego, pedantycznego manipulanta Orsona Hodge podejrzanego o zamordowanie żony i kochanki.
W 2017 roku powrócił jako Dale Cooper w serialu Twin Peaks.

## Życie prywatne
MacLachlan spotykał się z Laurą Dern (1985–89), Larą Flynn Boyle (1990–92), Heather Graham (1990–92) i Lindą Evangelistą (1992-98). Od czerwca 1999 roku spotykał się z publicystką mody i producentką Desiree Gruber, którą poślubił 20 kwietnia 2002 roku w Plymouth Congregational Church w Miami, na Florydzie. Mają syna Calluma Lyona (ur. 26 lipca 2008). Znalazł się na liście Top 100 golfistów celebrytów.

## Filmografia

### Filmy fabularne
- 1984: Diuna jako Paul Atryda
- 1986: Blue Velvet jako Jeffrey Beaumont
- 1987: Ukryty (The Hidden) jako Lloyd Gallagher
- 1990: Nie mówcie jej kim jestem (Don't Tell Her It's Me) jako Trout
- 1991: The Doors jako Ray Manzarek
- 1992: Dokąd zawiedzie cię dzień (Where the Day Takes You) jako Ted
- 1992: W kręgu miłości (Rich in Love) jako Billy McQueen
- 1992: Twin Peaks: Ogniu krocz ze mną jako Dale Cooper
- 1993: Proces (The Trial) jako Józef K.
- 1994: Bunt  jako Michael Smith (film TV)
- 1994: Flintstonowie (The Flintstones) jako Clifford Vandercave
- 1995: Showgirls jako Zack Carey
- 1996: Mroczne miasto (The Trigger Effect) jako Matthew
- 1996: Czas wściekłych psów (Mad Dog Time) jako Jake Parker
- 1997: Romans na jedną noc (One Night Stand) jako Vernon
- 2000: Nosiciel (XChange) jako Fisk / Toffler 2
- 2000: Hamlet jako Król Klaudiusz
- 2000: Źródło jako Dennis Conway
- 2000: Timecode jako Bunny Drysdale
- 2001: Seks, miłość i rock 'n' roll (Me Without You) jako Daniel
- 2002: Miranda jako Nailor
- 2003: Northfork jako pan Hope
- 2004: Gra w różowe (Touch of Pink) jako duch Cary’ego Granta
- 2004: Bibliotekarz: Tajemnica włóczni jako Edward Wilde (film TV)
- 2006: Uwolnić słonia (Free Jimmy) jako Marius (głos)
- 2008: Stowarzyszenie wędrujących dżinsów 2 jako Bill Kerr
- 2008: Liga Sprawiedliwych: Nowa granica jako Kal-El / Clark Kent / Superman (głos)
- 2009: Mao's Last Dancer jako Charles C. Foster
- 2011: Pokój, miłość i nieporozumienia jako Mark
- 2015: W głowie się nie mieści jako ojciec Riley (głos)
- 2018: Wielcy malutcy jako Ray Winter
- 2018: Zegar czarnoksiężnika jako Isaac Izard
- 2019: Wysokie loty (High Flying Bird) jako David Seton
- 2020: Tesla jako Thomas Edison
- 2020: Capone jako Karlock
- 2022: Przyznaj się, Fletch jako Ronald Horan
- 2023: Miranda's Victim jako Earl Warren

### Seriale TV
- 1989–1990: Miasteczko Twin Peaks jako Dale Cooper
- 1990: Saturday Night Live
- 2000–2002: Seks w wielkim mieście jako Trey MacDougal
- 2004: Prawo i porządek: sekcja specjalna jako Brett Morton
- 2006: Skazani za niewinność jako David Swain
- 2006–2012: Gotowe na wszystko jako Orson Hodge
- 2010–2014: Jak poznałem waszą matkę jako George Van Smoot / Kapitan
- 2011: Prawo i porządek: sekcja specjalna jako Andrew Raines
- 2011–2018: Portlandia jako burmistrz
- 2012: Made in Jersey jako Donovan Stark
- 2013–2014: Żona idealna jako Josh Perotti
- 2014: Wybrana jako Roman Skouras
- 2014–2015: Agenci T.A.R.C.Z.Y. jako Calvin Zabo
- 2016: Wodogrzmoty Małe jako kierowca autobusu (głos)
- 2017: Twin Peaks jako Dale Cooper
- 2019–2020: Carol's Second Act jako dr Stephen Frost
- 2020: Atlantic Crossing jako Franklin Delano Roosevelt
- 2022: Joe vs. Carole jako Howard Baskin
- 2022: How I Met Your Father jako The Captain
- 2022: Lucky Hank jako Dickie Pope
- od 2024: Fallout jako Hank MacLean